# Walter Best
Walter Best, Pseudonym Sebastian Waldthausen, (* 20. Mai 1905 in Liegnitz; † 3. Oktober 1984 in Marburg) war ein deutscher, nationalsozialistischer Germanist, Dramaturg und Schriftsteller.

## Allgemeines
Walter Best wurde als Sohn des Postinspektors Georg Konrad Best und dessen Frau Karoline in Liegnitz geboren. Er war der jüngere Bruder von Werner Best. Nachdem der Vater zu Beginn des Ersten Weltkrieges an den Folgen einer Verwundung verstorben war, zog die Mutter mit den beiden Söhnen nach Gonsenheim bei Mainz. Nach dem Abitur studierte Best von 1924 bis 1927 Germanistik in Frankfurt am Main. Nach seinem Studium war er bis 1935 nacheinander Dramaturg am Stadttheater Bamberg, dann am Stadttheater in Mainz und schließlich am Preußischen Staatstheater in Kassel. Er trat der SS (SS-Nummer 107.423) und zum 1. Mai 1933 der NSDAP (Mitgliedsnummer 2.018.596) bei.  Außerdem war er Mitglied der NS-Kulturgemeinde, der SA (Austritt 1935), des NSKK, seit 1934 der NSV, des RLB und der Reichsschrifttumskammer (RSK), innerhalb derer er bis 1937 die Funktion des Landesleiters von Kurhessen innehatte.
Er publizierte 1941 den Bericht Mit der Leibstandarte im Westen, als Beitrag zur Reihe Soldaten – Kameraden!, die im Zentralverlag der NSDAP erschien. 1944 wurde er SS-Sturmbannführer.
Seine insgesamt 7 noch bekannten Bücher (darunter ein Kinderbuch) verherrlichen Krieg und Nationalsozialismus und erreichten bis 1945 hohe Auflagen.
Nach dem Zweiten Weltkrieg arbeitete er in Marburg als Journalist und schrieb unter dem Pseudonym Sebastian Waldthausen. In der Sowjetischen Besatzungszone wurden mehrere seiner Schriften auf die Liste der auszusondernden Literatur gesetzt.

## Wirken im Nationalsozialismus
Nachdem Best als Dramaturg in Mainz (1931–1933) mit seinen Stücken Die endlose Straße und Hoffmann in Bamberg bereits stark nationalistische Dramen zur Aufführung gebracht hatte, erhielt er im Herbst 1933 eine Anstellung als Dramaturg am Preußischen Staatstheater Kassel, um dort seine ganz im Sinne der NS-Ideologie stehende völkische Weltanschauung auf die Bühne zu bringen. Kurz nachdem Best im März 1935 in die SS eingetreten war, gab er seine Arbeit am Preußischen Staatstheater auf, weil ihm eine Stelle als hauptamtlicher Leiter im Kulturreferat des SD Kassel angeboten worden war.
Im Januar 1936 wurde Bests Schauspiel Das Reich am Gubener Stadttheater uraufgeführt. Dieses sowie die ebenfalls 1936 im NSDAP-Verlag erschienenen Bühnenmanuskripte Der General und Insel betreten verboten! stehen für das Können eines Dramaturgen, der nach der Beurteilung des Kulturpolitischen Archivs des Amtes Rosenberg „sowohl weltanschaulich als auch kulturpolitisch unbedingt zuverlässig“ war.
Während seiner Tätigkeit im Kulturreferat schrieb Best zudem für die SS-Zeitschrift Das Schwarze Korps, innerhalb derer er später auch als Schriftleiter tätig war. Namentlich zuzuordnen sind ihm 38 Artikel im Zeitraum Sommer 1936 bis Februar 1944.
Um die Zeit der Uraufführung von Bests Schauspiel Der General im Januar 1937 in Guben erschien ein Zeitungsartikel, in dem Best sein dramaturgisches Selbstverständnis darlegt und den „Dichter unserer Zeit“ in Abgrenzung zum gewöhnlichen Schriftsteller folgendermaßen charakterisiert: Er müsse „an Können alles besitzen, was ihn allein befähigt, nunmehr zum Künder jener größten sittlichen Idee zu werden, die im Nationalsozialismus begründet liegt.“ Eine solche Orientierung, so Deppe (2015), bedeute jedoch „nichts anderes als die totale Instrumentalisierung der Kunst zugunsten der ideologischen Postulate des Regimes, nichts anderes als Totalitarismus auf der Bühne.“ Wie dem historischen Kriegsstück Der General liegt auch der Komödie Insel betreten verboten!, die 1937 in Schwerin uraufgeführt wurde, die völkische Idee zugrunde: Die geschilderte Situation „vom Aufeinandertreffen mehrerer Menschen auf einer unbewohnten Rheininsel“ soll demonstrieren, „welche Menschen sich in jenem besonderen Fall bewähren und welche nicht.“
1938 wurde Best (neben vier weiteren Künstlern) der Kurhessische Kulturpreis verliehen. Im darauffolgenden Jahr brachte er sein Stück Die Heilige zur Uraufführung im Stuttgarter Staatstheater auf die Bühne. In der Tragödie deutet Best das Leben der Elisabeth von Thüringen im Sinne der völkischen Ideologie um.

Neben seiner Schriftstellerei widmete sich Best seit dem Sommer 1937 auch der Forschung – und zwar der „völkischen Theaterwissenschaft“. In einem Schreiben vom Februar 1938 an den Reichsdramaturg Dr. Rainer Schlösser stellt Best den Titel seiner geplanten Habilitationsschrift vor: „Theater auf rassischer Grundlage“. Überdies informiert er ihn über seine Forschungspläne:
„Die Arbeitsmethode baue ich auf der Rassenkunde, Rassenseelenkunde und der Integrationstypologie von Jaensch auf. Das praktische Ergebnis meiner Arbeit umfasst am Ende: Künstlerauslese, Künstlererziehung (Antwort auf die Frage: Wie wird die zukünftige Schauspieler-Akademie aufgebaut werden müssen?), Besucherorganisation und Dramaturgie.“
In der 1939 erschienenen Monographie Kultur oder Bildung. Der Wert des Schöpferischen in der Gemeinschaft stellt Best seine „unter rationalen Aspekten absurden wissenschaftlichen“ Studien vor. Seine „Ergebnisse“ präsentierte er in dem 1940 erschienenen Buch Völkische Dramaturgie.In diesem Werk, so Deppe (2015), zeige Best „ein geradezu besessen anmutendes, extrem rassistisches Denken und zieh[e] dabei alle nur denkbaren Register überkommener antijudaischer und antisemitischer Stereotype (Parasiten, Weltverschwörer, Seelenvergifter, Geschäftemacher, Ausbeuter, Blutschänder).“
Ab dem 5. Juni 1940 war Best unter dem Kompanieführer Gunter d’Alquen als Kriegsberichter der Waffen-SS tätig. Im gleichen Jahr erschien sein erfolgreiches Buch Die Generalin und andere Geschichten in der Reihe Soldaten – Kameraden! im Zentralverlag der NSDAP. 1941 veröffentlichte er ebenfalls in dieser Reihe das Propagandabuch Mit der Leibstandarte im Westen. Berichte eines SS-Kriegsberichterstatters, das sich inhaltlich auf die Zeit bezieht, in der Best an der Westfront die Leibstandarte-SS Adolf Hitler (LSSAH) begleitete. Eingesetzt wurde er „u. a. in den Niederlanden, in Belgien, Frankreich, Jugoslawien, Rumänien, Ungarn und Dänemark“ sowie in der Sowjetunion. Von November 1941 bis Ende Juni 1943 habe er sich, so Deppe (2015), außerdem an Kampfhandlungen der SS-Division Totenkopf und der SS-Polizei an der Ostfront beteiligt. Der in der SS zum Sturmbannführer und in der Waffen-SS zum Obersturmführer aufgestiegene Best schreibt in seiner Autobiografie von 1970 über die Kriegsjahre lediglich: „Der 2. Weltkrieg brach aus und ich machte ihn als Berichter für die Presse mit.“

## Entnazifizierung
Bis zu seinem Spruchkammerverfahren im April 1948 war Best zuerst im Internierungslager Kornwestheim (November 1945 bis Mai 1946), dann im Internierungslager Darmstadt (bis April 1948) inhaftiert. Im Zuge des Gesetzes zur Befreiung von Nationalsozialismus und Militarismus vom 5. März 1946 forderte der öffentliche Kläger mit Verweis auf Bests Mitgliedschaften in mehreren NS-Organisationen, diesen der Gruppe I der Hauptschuldigen zuzuordnen. Best selbst versicherte, „von den Verbrechen nichts gewusst“ zu haben. Aufgrund der Vorlage von 14 Persilscheinen und „der Empfehlung des Klägers, wonach dem Beschuldigten mit Ausnahme seiner lediglich formellen Zugehörigkeit zur Gruppe der Hauptschuldigen keine Verfehlungen vorzuwerfen seien“, wurde Best schließlich in die Gruppe IV der Mitläufer eingeordnet und mit einer Sühnezahlung von RM 2.000 bestraft.
In seiner 1970 erschienenen Autobiografie geht Best „kaum oder allenfalls verharmlosend auf seine NS-Vergangenheit“ ein. Den Grund dafür, dass sich Best ab dem Ende der 1940er Jahre zunehmend mit dem Deutschen Grünen Kreuz beschäftigte und sich vor allem für behinderte Kinder engagierte, sieht ein Sohn Bests darin, „dass er [Best] damit seine völkischen Theorien und Schriften zu kompensieren versuchte.“

## Werke
- Die Wolke (Gedichtsammlung), 1927
- Neue Gedichte (Gedichtsammlung), 1928
- Nebel über der Maas (Drama), 1931 uraufgeführt
- Die endlose Straße (Drama)
- Hoffmann in Bamberg (Drama)
- Das Reich (Schauspiel), 1936 uraufgeführt
- Der General (Schauspiel), 1936, Eher Verlag, 1937 uraufgeführt
- Insel betreten verboten! (Komödie), 1936, Eher Verlag, 1937 uraufgeführt
- Die Heilige (Tragödie), 1939 uraufgeführt
- Kultur oder Bildung. Der Wert des Schöpferischen in der Gemeinschaft, 1939, Konrad Triltsch Verlag
- Die Generalin und andere Geschichten, 1940, Eher Verlag
- Völkische Dramaturgie. Gesammelte Aufsätze, 1940, Konrad Triltsch Verlag
- Mit der Leibstandarte im Westen. Berichte eines SS-Kriegsberichterstatters, 1941, Eher Verlag
- Die Brücke von Urff und andere Erzählungen, 1943, Eher Verlag